# 富田林市

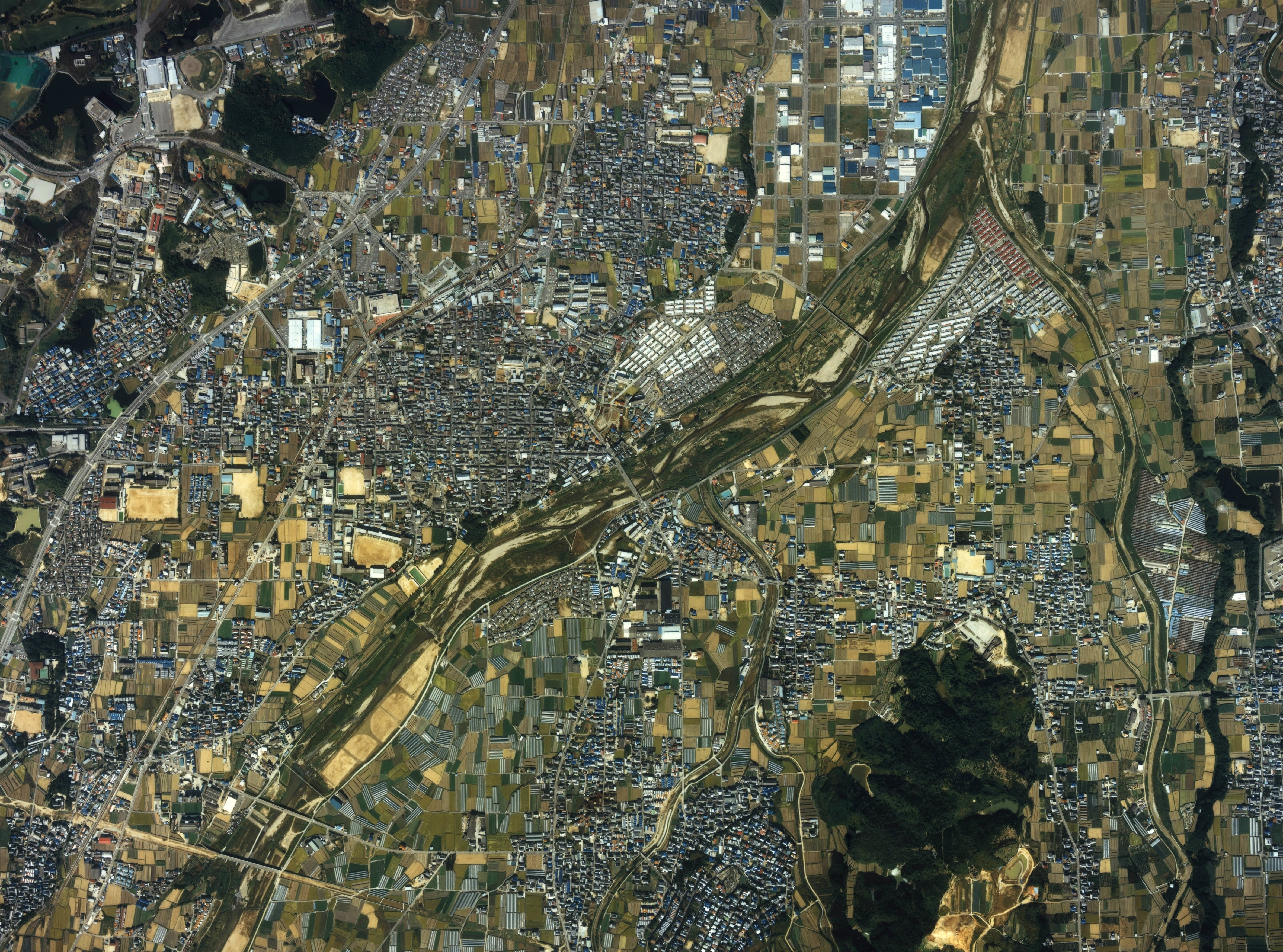
富田林市中心部周辺の空中写真。1985年撮影の2枚を合成作成。。

富田林市（とんだばやしし）は、大阪府の南河内地域に位置する市。
本項では前身にあたる富田林村（とんだばやしむら）、市制施行前の富田林町（とんだばやしちょう）についても述べる。
戦国末期に富田林興正寺別院を中心とする寺内町として都市が形成され、江戸時代には在郷町として発展した。その他の市街地は、UR都市機構や近鉄・南海電鉄などにより開発されたベッドタウンとなっている。富田林寺内町は戦国時代に起源を持ち、歴史的建造物からなる街並みが保存され重要伝統的建造物群保存地区として選定されている。

## 地理
- 河川: 石川、佐備川、千早川
- 歴史的地域:寺内町・旧杉山家住宅（本町地区、富田林駅付近）

### 隣接する自治体・行政区
- 堺市（美原区）
- 羽曳野市
- 河内長野市
- 大阪狭山市
- 南河内郡
  - 太子町
  - 河南町
  - 千早赤阪村

### 人口
平成27年国勢調査より前回調査からの人口増減をみると、4.68%減の113,984人であり、増減率は府下43市町村中33位、72行政区域中60位。
| |                                          |  |
| 富田林市と全国の年齢別人口分布（2005年） | 富田林市の年齢・男女別人口分布（2005年） |  |
| ■紫色 ― 富田林市 ■緑色 ― 日本全国 | ■青色 ― 男性 ■赤色 ― 女性                |  |
| 富田林市（に相当する地域）の人口の推移 \| 1970年（昭和45年） \| 75,754人 \| \| \| 1975年（昭和50年） \| 91,393人 \| \| \| 1980年（昭和55年） \| 97,495人 \| \| \| 1985年（昭和60年） \| 102,619人 \| \| \| 1990年（平成2年） \| 110,447人 \| \| \| 1995年（平成7年） \| 121,690人 \| \| \| 2000年（平成12年） \| 126,558人 \| \| \| 2005年（平成17年） \| 123,837人 \| \| \| 2010年（平成22年） \| 119,576人 \| \| \| 2015年（平成27年） \| 113,984人 \| \| \| 2020年（令和2年） \| 108,699人 \| \| |                                          |  |
| 総務省統計局 国勢調査より |                                          |  |
| 1970年（昭和45年） | 75,754人                                 |  |
| 1975年（昭和50年） | 91,393人                                 |  |
| 1980年（昭和55年） | 97,495人                                 |  |
| 1985年（昭和60年） | 102,619人                                |  |
| 1990年（平成2年） | 110,447人                                |  |
| 1995年（平成7年） | 121,690人                                |  |
| 2000年（平成12年） | 126,558人                                |  |
| 2005年（平成17年） | 123,837人                                |  |
| 2010年（平成22年） | 119,576人                                |  |
| 2015年（平成27年） | 113,984人                                |  |
| 2020年（令和2年） | 108,699人                                |  |

### 気候
富田林市は瀬戸内型気候に属する。1998年〜2000年の3ヶ年の統計では、平均降水量は1300mm程度、平均気温が16℃程度である。

## 歴史
- 1889年（明治22年）4月1日 - 町村制の施行により、石川郡富田林村・毛人谷村の区域をもって富田林村が発足。
- 1896年（明治29年）
  - 4月1日 - 石川郡富田林村の所属郡が南河内郡に変更。
  - 8月1日 - 南河内郡富田林村が町制施行して富田林町となる。
- 1935年（昭和10年）6月30日 - 集中豪雨により佐備川の堤防が大伴周辺で決壊。約30町歩の湖沼が出現した[4]。
- 1942年（昭和17年）4月1日 - 南河内郡富田林町が新堂村・喜志村・大伴村・川西村・錦郡村・彼方村と合併し、改めて富田林町が発足。
- 1950年（昭和25年）4月1日 - 南河内郡富田林町が市制施行して富田林市となる。大阪府下第16番目。
- 1957年（昭和32年）1月15日 - 東条村を編入。

## 行政・議会
- 市長：吉村善美（2019年5月1日就任、2期目）

### 歴代市長
特記なき場合「歴代市長」による。
| 代 | 氏名       | 就任                     | 退任                  | 備考 |
| -- | ---------- | ------------------------ | --------------------- | ---- |
| 1  | 西田傳三郎 | 1950年（昭和25年）4月    | 1951年（昭和26年）4月 |      |
| 2  | 尾崎茂一   | 1951年（昭和26年）4月    | 1959年（昭和34年）4月 |      |
| 3  | 上辻大治郎 | 1959年（昭和34年）5月    | 1963年（昭和38年）4月 |      |
| 4  | 西岡實     | 1963年（昭和38年）5月    | 1967年（昭和42年）7月 |      |
| 5  | 西岡潔     | 1967年（昭和42年）8月    | 1975年（昭和50年）8月 |      |
| 6  | 内田次郎   | 1975年（昭和50年）8月    | 2003年（平成15年）4月 |      |
| 7  | 多田利喜   | 2003年（平成15年）5月    | 2019年（平成31年）4月 |      |
| 8  | 吉村善美   | 2019年（令和元年）5月1日 | 現職                  |      |

### 衆議院
- 選挙区 : 大阪府第15区
  - 選出議員 : 浦野靖人（日本維新の会）

### 参議院
- 選挙区 : 大阪府選挙区
  - 選出議員（2022年改選） : 、松川るい（自由民主党）、浅田均（日本維新の会）、石川博崇（公明党）、高木佳保里（日本維新の会）
  - 選出議員（2025年改選） : 梅村みずほ（日本維新の会）、東徹（日本維新の会）、杉久武（公明党）、太田房江（自由民主党）

### 大阪府議会
- 選挙区 : 富田林市及び南河内郡選挙区
  - 選出議員 : 鈴木憲（大阪維新の会）、須田旭（自由民主党）

### 市議会
定数は18人。2020年7月31日時点での会派構成は以下の通り。
| 会派名                      | 議席数 | 所属党派   |
| --------------------------- | ------ | ---------- |
| 自由民主党                  | 2      | 自由民主党 |
| 公明党                      | 4      | 公明党     |
| とんだばやし未来            | 3      |            |
| 日本共産党                  | 2      | 日本共産党 |
| ふるさと富田林              | 2      |            |
| おおさか維新の会･無会派の会 | 2      |            |
| 無会派                      | 3      |            |

## 市政における不祥事
- 2017年4月、市議（70歳）が、4月21日、朝日放送の1階エントランス内で、文化包丁（刃渡り約18センチ）を取り出したとして、大阪府福島警察署に銃砲刀剣類所持等取締法違反（刃物携帯禁止）で現行犯逮捕された[9]。5月2日、大阪区検は左近を略式起訴した。同日大阪簡易裁判所は罰金10万円の略式命令を出した[10]。

## 経済

### 産業
- 主な産業 - 市を縦断する石川の左岸に中小企業団地があり、食品から機械までさまざまな製品を生産している。
- 産業人口 - 富田林市の就業者のうち、第一次産業従事者は699人、第二次産業従事者は11,237人、第三次産業従事者は34,598人である（平成22年国勢調査）。
- 特産物　- 特産物は簾（すだれ）である。特に富田林市・河内長野市・大阪市で製造された簾は「大阪金剛簾」と呼ばれ、高級品のひとつにもなっている[11]。
- 農産物　- ナス、エビイモ、イチゴ、キュウリ、ズイキ

### 金融機関

#### 銀行
- 三井住友銀行富田林支店
- りそな銀行富田林支店
- 関西みらい銀行
  - 富田林支店（旧：近畿大阪銀行）
  - 喜志支店（旧：近畿大阪銀行）
  - 大阪狭山支店（旧：関西アーバン銀行）
- 紀陽銀行富田林支店
- 池田泉州銀行（以下は、いずれも旧：泉州銀行店(『■』)）
  - 喜志支店
  - 金剛支店

#### 信用組合
- 大同信用組合富田林支店
- 成協信用組合富田林支店

#### 労働金庫
- 近畿労働金庫富田林支店

### 農協
- JA大阪南
  - 大阪南農業協同組合 本店
  - 川西支店
  - 富田林支店
  - 喜志支店
  - 大伴支店
  - 錦郡支店
  - 東條支店
  - 青葉支店
  - 大伴営農経済センター

### 日本郵政グループ
（2012年12月現在）
- 日本郵便株式会社

- 富田林郵便局（甲田（こうだ））  - 集配局。★
- 富田林梅の里郵便局（梅の里）
- 喜志郵便局（喜志町）
- 富田林藤沢台郵便局（藤沢台）
- 富田林久野喜台（くのきだい）郵便局（久野喜台）
- 富田林小金台郵便局（小金台）　★
- 富田林若松一郵便局（若松町）
- 富田林大伴（おおとも）郵便局（北大伴町）

- 富田林板持（いたもち）郵便局（西板持町）
- 富田林錦織郵便局（錦織中）
- 富田林寺池台郵便局（寺池台）　★
- 富田林西口郵便局（寿町）
- 富田林若松郵便局（若松町）
- 東條簡易郵便局（佐備）
- 青葉簡易郵便局（加太）
- 富田林南大伴簡易郵便局（南大伴町）

簡易郵便局3箇所を除く各郵便局にゆうちょ銀行のATMが設置されており、★印の郵便局ではホリデーサービスを実施。
※富田林市内各区域の郵便番号は「584-00xx」（富田林郵便局の集配担当）となっている。

## 姉妹都市・提携都市
- 日本 諏訪市：防災協定を締結[12]。
- アメリカ合衆国ペンシルベニア州 ベスレヘム市：南河内府民センターから大阪外環状線までの市道を「ベスレヘムどおり」と命名し、両市の友好の木であるハナミズキが植えている[13]。
- 中国 彭州市

## 教育
- 大学
  - 大阪大谷大学
  - 藍野大学短期大学部大阪富田林キャンパス
- 高等学校
  - 大阪府立富田林高等学校
  - 大阪府立河南高等学校
  - 大阪府立金剛高等学校
  - 初芝富田林高等学校
  - PL学園高等学校

- 中学校
  - 富田林市立第一中学校
  - 富田林市立第二中学校
  - 富田林市立第三中学校
  - 富田林市立喜志中学校
  - 富田林市立金剛中学校
  - 富田林市立葛城中学校
  - 富田林市立明治池中学校
  - 富田林市立藤陽中学校
  - 初芝富田林中学校
  - PL学園中学校

公立8校全ての中学校で選択制中学校給食を実施している。
- 小学校
  - 富田林市立久野喜台小学校
  - 富田林市立錦郡小学校
  - 富田林市立向陽台小学校
  - 富田林市立高辺台小学校
  - 富田林市立寺池台小学校
  - 富田林市立新堂小学校
  - 富田林市立小金台小学校
  - 富田林市立富田林小学校
  - 富田林市立川西小学校
  - 富田林市立彼方小学校
  - 富田林市立藤沢台小学校
  - 富田林市立大伴小学校
  - 富田林市立喜志西小学校
  - 富田林市立伏山台小学校
  - 富田林市立喜志小学校
  - 富田林市立東条小学校
  - PL学園小学校

- 支援学校
  - 大阪府立富田林支援学校

## 交通

### 鉄道路線
- 市の中心駅 : 富田林駅（近鉄長野線）
- 近鉄長野線 : 喜志駅-富田林駅-富田林西口駅-川西駅-滝谷不動駅
- 南海高野線 : 滝谷駅

### バス
- 近鉄バス - 喜志駅・富田林駅から西側の丘陵地にあるニュータウンを結ぶ他、堺市（北野田駅）方面の路線も運行する。

- 南海バス - 金剛駅から金剛ニュータウンの路線を運行。金剛駅から関西国際空港へのリムジンバスも運行（2023年12月現在、1日1往復）。そのほか大阪駅・難波駅からは金剛ニュータウンへ向けて深夜急行バスがあるが2020年4月以降運休中。

- 富田林市レインボーバス - 直通バスのない金剛ニュータウン西部と富田林市中心部を結ぶ路線（富田林駅 - 金剛連絡所）。当初は無料運行で、リフトバスが使われたが、現在は大人170円・小児90円で利用できる。近鉄バスが運行。2023年12月21日より、下記4市町村コミバスの1路線である東條線の甘南備発着系統も担当することになった。過去には富田林市内を循環する系統が別途複数あったが廃止されている。
- 4市町村コミバス（愛称 金剛ふるさとバス）（富田林市、太子町、河南町及び千早赤阪村地域公共交通活性化協議会が運営）- 当市に本社を持ち、南河内一帯（近鉄長野線より東側の地域）で路線を運行していた金剛自動車（金剛バス）の事業廃止に伴い、2023年12月21日より運行開始。近鉄バスと南海バスの乗合バスおよび河南町・千早赤阪村の自家用有償旅客運送により運行。

### 道路
国道
- 国道170号（大阪外環状線）
- 国道309号

主要地方道
- 大阪府道27号柏原駒ヶ谷千早赤阪線
- 大阪府道32号美原太子線
- 大阪府道33号富田林太子線
- 大阪府道35号堺富田林線
- 大阪府道38号富田林泉大津線

一般府道
- 大阪府道198号河内長野美原線
- 大阪府道200号上河内富田林線
- 大阪府道201号甘南備川向線
- 大阪府道202号森屋狭山線
- 大阪府道203号富田林狭山線
- 大阪府道209号東阪三日市線

その他
- 南河内フルーツロード - 農免道路

## 名所・旧跡

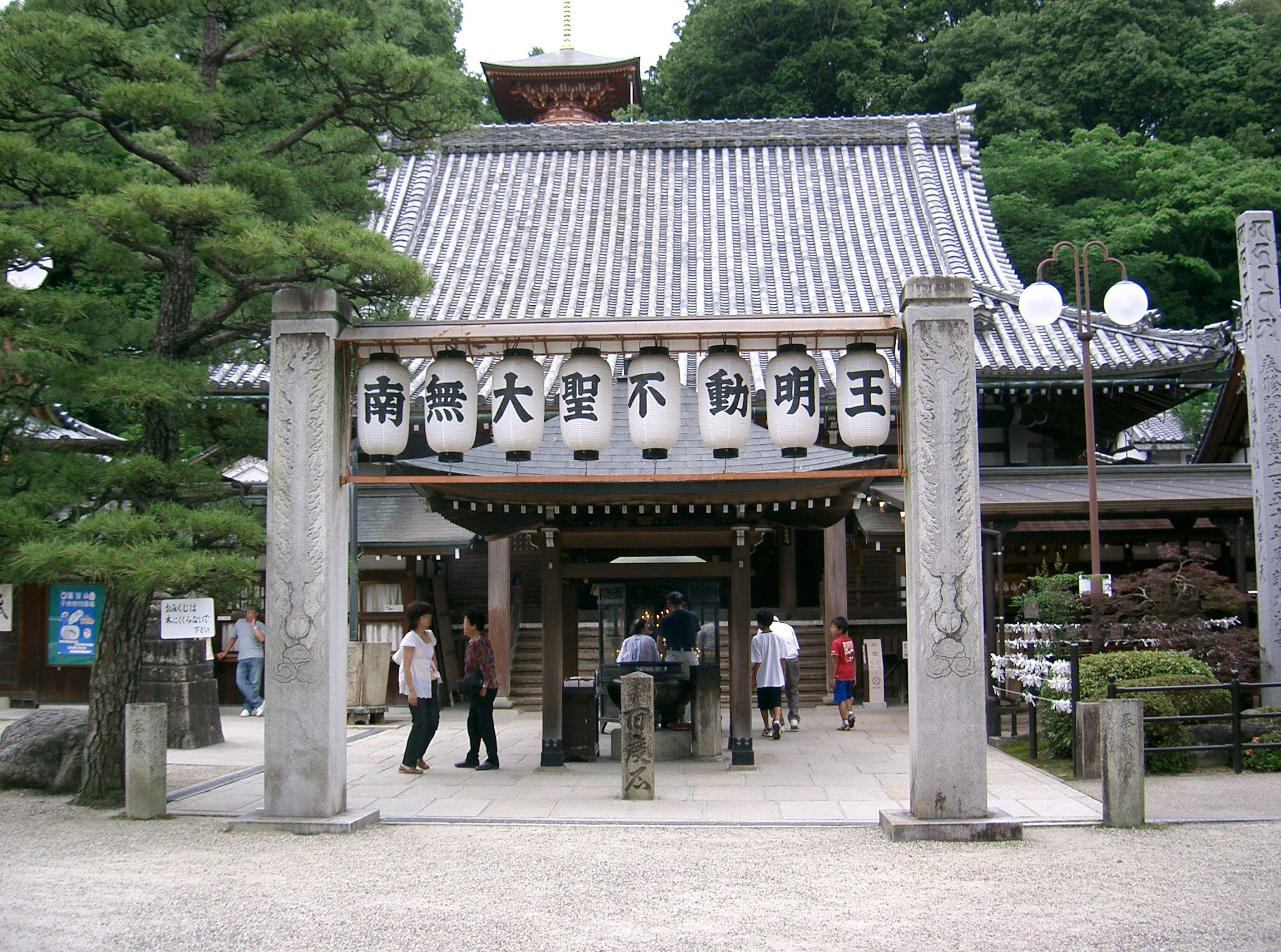
瀧谷不動明王寺

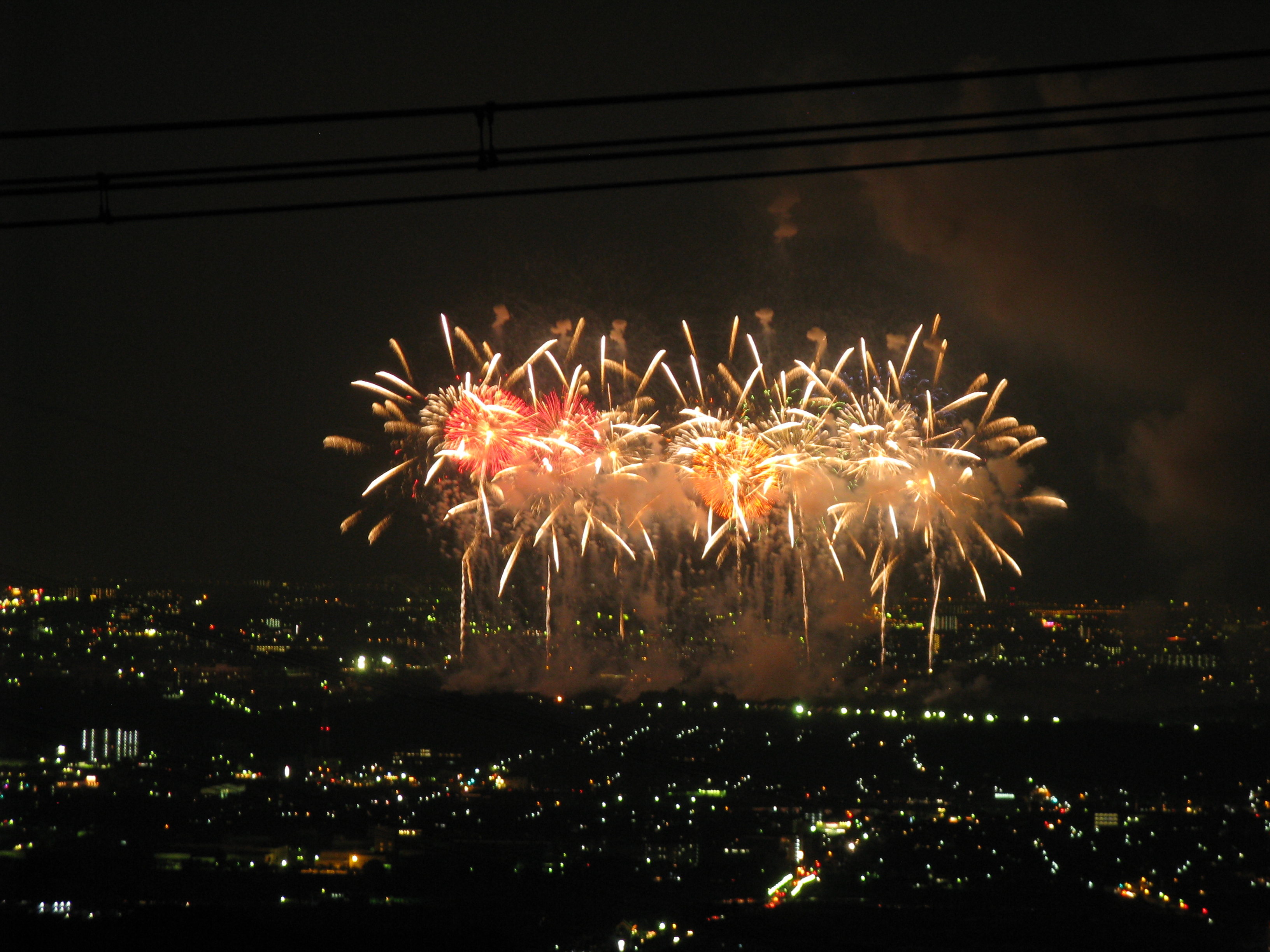
教祖祭PL花火芸術

- 富田林寺内町 - 興正寺別院の寺内町。重要伝統的建造物群保存地区。興正寺別院の前を通る城之門筋は日本の道100選に選定。
- 富田林興正寺別院 - 本堂など6棟が国の重要文化財に指定。
- 錦織神社 - 本殿、摂社2社は国の重要文化財に指定。
- 瀧谷不動明王寺 - 日本三不動の一つ
- 龍泉寺 - 仁王門が国の重要文化財、庭園が国の名勝に指定。
- 美具久留御魂神社
- 楠妣庵観音寺
- 願昭寺
- 新堂廃寺跡・オガンジ池瓦窯跡・お亀石古墳 - 飛鳥時代に創建された古代寺院と関連遺跡。国の史跡に指定。
- 廿山古墳 - 大阪府指定史跡
- 富田林嶽山温泉 - かんぽの宿富田林
- 富田林市農業公園（サバーファーム） - 2024年4月より休園中。
- すばるホール
- パーフェクト リバティー教団 (PL) 大本庁
- 富田林市立総合スポーツ公園（野球場他）
- 楠木七城 - 嶽山城(龍泉寺城)と金胎寺城が市内に位置する。
- 汐ノ宮火山岩 - 大阪府レッドデータブック地形地質版ランクCに指定。

## 祭事・催事
- 佐備神社の神楽祭 - 巫女、稚児が登場。
- 教祖祭PL花火芸術

### 地車（だんじり）
毎年10月第2土日・第3土日に地区毎に曳行をし、各氏子区の神社へ俄（仁輪加）を奉納する伝統行事。主に新堂大工組で制作された俄地車（石川型）が多く存在する。
| 地区名     | 奉納神社名       | 単位地区名 |
| ---------- | ---------------- | --- |
| 錦織地区   | 錦織神社         | 錦織・廿山・甲田・五軒家・宮甲田・須賀・新家・伏山・加太                                                                        |
| 佐備地区   | 佐備神社         | 下佐備・中佐備・上佐備 |
| 春日地区   | 春日神社         | 彼方・伏見堂・嬉 |
| 喜志地区   | 美具久留御魂神社 | 宮・櫻井（桜井）・喜志・喜志新家・木戸山・川面・平・尺度・新堂・若一（若松町一丁目） ・寺内町・中野町・毛人谷・富田林町・梅の里 |
| 建水分地区 | 建水分神社       | 北別井・南別井・東板持 |
| 石川地区   | 壹須何神社       | 北大伴・南大伴 |
| 大伴地区   | 大伴黒主神社     | 山中田 |
| 板持地区   | 板茂神社         | 西板持 |

## 著名な出身者

### 政治・経済
- 石田武太郎（中外商業新報政治部長）- NHKアナウンサー石田武の父、俳優石田純一の祖父。
- 岩根茂樹（関西電力社長、電気事業連合会会長）
- 喜田哲弘（大同生命保険会長）
- 田中萬逸（第33代衆議院副議長）
- 田守三郎兵衛（富田林銀行取締役）

### 学術
- 乾死乃生（保健婦）
- 岸本忠三（第14代大阪大学総長、免疫学者）
- 立川裕二（物理学者）

### 文化・芸能
- 石上露子（歌人）
- 板尾創路（お笑い芸人、130R）
- 榎園実穂（女優）
- 大西ユカリ（歌手）
- 岡副麻希（タレント）
- 河野里美（影絵作家）
- 國村隼（俳優）
- 貞松響（ミュージカル俳優）
- 浪花千栄子（女優）
- 御木裕  (俳優)
- 宮川泰（作曲家、タレント）

### スポーツ
- 勧野甲輝 - 元プロ野球選手（東北楽天ゴールデンイーグルス・福岡ソフトバンクホークス）
- 田中雅彦 - 元プロ野球選手（千葉ロッテマリーンズ・東京ヤクルトスワローズ）
- 山田和英 - 元プロ野球選手（阪神タイガース）
- 中川皓太 - プロ野球選手（読売ジャイアンツ）
- 太田弘昭 - 高校野球指導者
- 齊藤隆成 - 元プロサッカー選手（京都サンガF.C.・藤枝MYFC他）
- 平尾壮 - プロサッカー選手（ザスパクサツ群馬）
- 藤本憲明 - プロサッカー選手（ヴィッセル神戸）
- 宮本恒靖 - 元プロサッカー選手（ガンバ大阪監督。元ヴィッセル神戸・レッドブル・ザルツブルク他、日本代表経験者）、日本サッカー協会会長
- 齊藤聖奈 - 女子ラグビー選手（三重パールズ）
- 奥村幸大 - 競泳選手（アテネオリンピック (2004年)出場）
- 土屋光 - 陸上競技選手（走り高跳び、モンテローザ所属）
- 稲川翔 - 競輪選手
- 花岡伸和 - 車いすマラソンパラリンピック選手
- 永江真也 - 総合格闘技選手
- 恩田昌史 - フィールドホッケー選手、指導者（旧喜志村出身）

## 富田林市を舞台にした作品
- 映画鬼ガール!!
- 連続テレビ小説（NHK）おちょやん
- 告白 町田康